# Paracedicus
Genre
Paracedicus est un genre d'araignées aranéomorphes de la famille des Desidae.

## Distribution
Les espèces de ce genre se rencontrent en Asie centrale, au Moyen-Orient et au Caucase.

## Liste des espèces
Selon World Spider Catalog (version 24.5, 11/09/2023) :
- Paracedicus baram Levy, 2007
- Paracedicus darvishi Mirshamsi, 2018
- Paracedicus ephthalitus (Fet, 1993)
- Paracedicus feti Marusik & Guseinov, 2003
- Paracedicus gennadii (Fet, 1993)
- Paracedicus geshur Levy, 2007
- Paracedicus kasatkini Zamani & Marusik, 2017
- Paracedicus turcicus Gündüz, 2023

## Systématique et taxinomie
Ce genre a été décrit par Fet en 1993 comme un sous-genre de Cedicus. Il est élevé au rang de genre par Marusik et Guseinov en 2003. Il est placé dans les Desidae par Marusik, Zonstein et Koponen en 2023.

## Publication originale
- Fet, 1993 : « The spider genus Cedicus Simon 1875 (Arachnida Aranei Agelenidae) from Middle Asia. » Arthropoda Selecta, vol. 2, no 1, p. 69-75 (texte intégral).